# Maroclear
Maroclear est le Dépositaire Central des Valeurs Mobilières au Maroc.

## Historique et actions
Il a été créé en 1997 en vertu de la loi n°35-96 du 09/01/1997, et a pour mission (pour le compte de ses affiliés) la dématérialisation des titres et leur conservation, la gestion de la circulation de ces titres de comptes à comptes et l’administration de ces titres (gestion du référentiel et codification selon des normes internationales).
On entend par valeurs mobilières, ou titres, tous les produits financiers énoncés par la loi, à savoir actions, obligations, bons du trésor, etc. Maroclear fait donc office de « Banque centrale » des titres, en ce sens qu’elle centralise leur conservation et qu’elle assure leur circulation (plateforme de règlement livraison), tout en garantissant une sécurité permanente grâce à un Système d’Information performant à la pointe de la technologie.
Dès sa création, Maroclear s’est vu confier la mission de dématérialiser l’ensemble des titres physiques à travers une opération de récolte, retranscription, et destruction ou archivage de tous les titres recueillis. À ce titre, a été créé le Musée des Valeurs Mobilières au siège de Maroclear, où l’on peut retracer tout l’historique de l’existence de ces titres, depuis le début du XIXe siècle.

## Organisation
Maroclear est une Société Anonyme de droit privé et à conseil d’administration, placée sous l’autorité du Ministère des Finances. Son capital de 100 millions de Dhs est détenu pour moitié par l’État Marocain (État + Bank Al Maghrib) et pour autre moitié par des actionnaires privés, essentiellement Banques et Assurances.